# 奥勒·拉松
奥勒·拉松（瑞典語：Olle Larsson，1928年6月21日—1960年1月13日），瑞典男子赛艇运动员。他曾代表瑞典参加1956年夏季奥林匹克运动会赛艇比赛，获得男子四人单桨有舵手银牌。